# Masaki Okimoto
Masaki Okimoto (沖本 摩幸 Okimoto Masaki?) (25 de mayo de 1982) es un luchador profesional japonés, más conocido por su nombre artístico Rasse.

## Carrera

### Toryumon (2002-2004)
Okimoto debutó en 2002 en Toryumon bajo el nombre de Small Dandy Fuji (スモール“ダンディ”フジ Sumōru Dandi Fuji?), una versión más ligera y pequeña de Sumo Dandy Fuji, componente del stable Mini Crazy MAX. El equipo, compuesto también por SUWAcito, Mini CIMA y TARUcito, parodiaba a los luchadores de Crazy MAX (CIMA, SUWA, Sumo Dandy Fuji & TARU), con quienes formaron equipo en algunas ocasiones. Small Dandy Fujii, representando el gusto por la comedia que su homólogo de Crazy MAX tenía, resultaba ser un personaje más bien cómico. En uno de sus momentos más llamativos, Small se eliminó a sí mismo inadvertidamente de la Battle Royal por equipos del último programa de Toryumon X sin darse cuenta al realizar un over the top rope suicide dive.
Después del cierre de Toryumon X en 2004, Okimoto y toda su clase fueron transferidos a Michinoku Pro Wrestling.

### HUSTLE (2004-2006)
En 2004, al mismo tiempo que su trabajo en Toryumon, Okimoto hizo su debut en HUSTLE como HUSTLE Kamen Blue (ハッスル仮面 ブルー Hassuru Kamen Burū?), uno de los integrantes del grupo Super Sentai HUSTLE Kamen Rangers. Haciendo equipo con HUSTLE Kamen Red, HUSTLE Kamen Yellow y con otros miembros ocasionales, Kamen Blue se enfrentó a luchadores del stable heel Takada Monster Army en combates por equipos, consiguiendo un gran número de victoria. Después de numerosos combates, su última aparición fue en Hustlemania 2006, donde Kamen Rangers derrotó al grupo heel Monster Kamen Rangers. Tras ello, los integrantes de HUSTLE Kamen Rangers proclamaron que irían a mantener la paz más allá de HUSTLE, y desaparecieron.

### Michinoku Pro Wrestling (2004-presente)
En 2004, Okimoto comenzó a hacer apariciones en Michinoku Pro Wrestling. Allí participó en la Futaritabi Tag Team League 2004 como Michinoku Ranger Silver haciendo equipo con Michinoku Ranger Gold, usando ambos un gimmick Super Sentai Series similar al usado en HUSTLE. Gold y Silver ganaron varios combates del torneo, pero fueron derrotados por Great Sasuke & GARUDA en la cuarta ronda.
Más tarde, Masaki cambió su nombre a Rasse (ラッセ Rasse?) y comenzó a usar un atuendo rojo oscuro y blanco y una máscara del mismo color, basando su personaje en el festival Aomori Nebuta Matsuri. Rasse formó una alianza con Shanao, enfrentándose el 5 de octubre a The Great Sasuke & Dick Togo por el MPW Tohoku Tag Team Championship y perdiendo la lucha. Días más tarde, Rasse hizo equipo con GARUDA para competir en el Futaritabi Tag Team Tournament 2005, pero fueron derrotados en la primera ronda por Shanao & Kagetora. En julio de 2006, Rasse participó en el Tetsujin Tournament 2006, el cual ganó finalmente después de derrotar a Yoshitsune. Poco después, Yoshitsune & Rasse compitieron en el Futaritabi Tag Team Tournament 2006, pero fueron eliminados en las semifinales por Kei & Shu Sato.
Luego, en 2007, Rasse formó un efímero equipo con HAPPY MAN. Tras ello, Rasse & Kagetora consiguieron el MPW Tohoku Tag Team Championship derrotando a Kei & Shu Sato. Posteriormente, Rasse se clasificó para Fukumen World League Tournament 2007, pero fue derrotado por Tigers Mask en la primera ronda del torneo. En octubre, Rasse & Kagetora participaron en el Futaritabi Tag Team Tournament 2007; en ella, fueron derrotados por The Great Sasuke & Yoshitsune, pero una lesión de Sasuke produjo que su equipo quedase eliminado y el de Rasse pasara a la siguiente ronda, ganando el torneo. Meses más tarde, él y Kagetora perderían los Campeonatos en Parejas ante Sasuke & Yoshitsune, después de que el primero volviese de su lesión.
Como curiosidad, el 31 de diciembre de 2007, durante el evento de artes marciales mixtas K-1 PREMIUM 2007 Dynamite!!, Masakatsu Funaki entró llevando la máscara de Rasse antes de su combate contra Kazushi Sakuraba.
En 2010, Rasse volvió a MPW, siendo introducido en el stable heel Kowloon, dirigido por Hayato Fujita. Allí adoptó los colores del grupo, azul y negro, en su máscara y vestuario y, con la llegada de Último Dragón al grupo, se convirtió en su ayudante.
En enero de 2012, Taro Nohashi se volvió contra Hayato y le expulsó del grupo, alineándose con el hasta entonces face Kenou. La mayoría de miembros del grupo siguieron a Nohashi y Kenou, quienes formaron el grupo Asura. Sin embargo, desconfiando el nuevo líder, Dragón y Rasse se volvieron faces y solicitaron a Great Sasuke volver a unirse al Michinoku Seikigun.

### Pro Wrestling El Dorado (2006-2008)
Masaki debutó en Pro Wrestling El Dorado en 2006, bajo el nombre de Jumping Kid Okimoto. Con este personaje, Okimoto vestía un elaborado traje blanco y negro y una máscara a juego, y de vez en cuando usaba para luchar un par de zancos canguro que le daban ventaja sobre su oponente, aunque también le entorpecían si era derribado, por lo que generalmente se desprendía de ellos para luchar. Perfilado como un luchador face, Okimoto mantuvo un corto feudo con YASSHI, quien le derrotó en su primer combate individual en la empresa. Como venganza, Okimoto mostró una fotografía de YASSHI durante su etapa en la escuela secundaria -ya que habían estado en la misma escuela, Minami-Kyoto High School- para avergonzarle. Más tarde, al enfrentamiento entre ambos se introdujo Yuji Hino, otro antiguo compañero de escuela. En ese momento, los tres se reconciliaron y se unieron para crear el equipo llamado Nanking Fucking Wrestling Club, en el que sus miembros lucharían bajo sus nombres reales y con un estilo de lucha libre más realista.

### New Japan Pro Wrestling (2006-2007)
El 21 de mayo de 2006, Rasse aparecería en New Japan Pro Wrestling en el evento Lock Up, siendo derrotado por Yoshitsune. Rasse & Yoshitsune aparecerían de nuevo en febrero de 2007 en la siguiente edición de Lock Up, esta vez luchando en equipo para enfrentarse a Kei & Shu Sato, pero siendo derrotados. En la siguiente edición, en mayo, Yoshitsune & Rasse fueron derrotados por Gedo & Jado.

### All Japan Pro Wrestling (2006-2008)
En 2006, Okimoto apareció en All Japan Pro Wrestling como Hayabusacito, la versión mini de Hayabusa. Hayabusacito, dirigido por el original, hizo equipo con Kikutaro para enfrentarse a MAZADA & Virus, pero fueron derrotados.
El 17 de febrero de 2007, Okimoto hizo una aparición en AJPW ayudando a AHII en un combate contra Mastadon & Tow Van John, ataviado con una versión verde del traje de AHII. Sin ser nombrado ni presentado por los comentaristas, Okimoto realizó su movimiento final sobre John, lo que permitió ganar a AHII.
A principios de 2008, Okimoto apareció en AJPW bajo el nombre de Giant Jet, un luchador disfrazado de cocodrilo. Jet apareció el 15 de febrero siendo derrotado por Rabbit Boy. Esa fue la única aparición de Giant Jet en la empresa.

### Kensuke Office Pro Wrestling (2009-2010)
Okimoto, bajo su nombre real, fue contratado por el territorio de desarrollo de Pro Wrestling NOAH y Dragon Gate, Kensuke Office Pro Wrestling, donde debutó bajo su nombre real en abril de 2009. Masaki permaneció allí hasta inicios de 2010.

### Dradition Pro Wrestling (2009-presente)
En 2009, Okimoto comenzó a aparecer en Dradition Pro Wrestling bajo su nombre real.

## En lucha
- Movimientos finales
  - Jyagaraki[1][2] / Masquerade[1] / Super Drift[8] / Firebird Splash[9] (450º splash)[n. 1] - 2004-presente
  - Jyagaraki Hineri[1][2] / Phoenix Splash[10] (Corkscrew 450º splash)[n. 2] - 2004-2005, aún usado esporádicamente
  - Nice German[11] (Bridging German suplex) - 2003-2004, aún usado esporádicamente; adoptado de Don Fujii

- Movimientos de firma
  - Rasseru[1][2] (Leg trap sunset flip powerbomb)
  - Mabataki[2] (Fisherman suplex transicionado en modified small package)[n. 3]
  - Ranger-Rana Silver[12] (Electric chair headscissors leg trap sunset flip)
  - Ooga Mask Buster[13] (Scoop brainbuster)[14]
  - Arm twist ropewalk frontflip arm drag
  - DDT
  - Diving moonsault side slam
  - Feint suicide dive rebotando en un handspring con burlas hacia dentro del ring
  - Flip-over DDT
  - Handspring back elbow smash
  - High-angle senton bomb
  - Hurricanrana[15]
  - Inverted atomic drop
  - Over the top rope suicide somersault senton[15]
  - Running back elbow a un oponente arrinconado[16]
  - Second rope springboard moonsault, a veces hacia fuera del ring
  - Single leg Boston crab[16]
  - Small package[15]
  - Springboard backflip three-quarter facelock falling inverted DDT
  - Standing shooting star press
  - Tilt-a-whirl headscissors derivado en takedown o DDT
  - Varios tipos de kick:
    - Backflip a un oponente agachado
    - Cartwheel gamengiri
    - Drop,[2][16] a veces desde una posición elevada[2]
    - Enzuigiri
    - Jumping corkscrew roundhouse
    - Roundhouse
    - Super[15]

  - Varios tipos de suplex:
    - Belly to back[16]
    - Bridging double chickenwing
    - Bridging German[16]
    - Overhead belly to belly[16]
    - Vertical[16]

  - Victory roll
  - Wheelbarrow bodyscissors arm drag

- Mánagers
  - TARU
  - TARUcito
  - Hayabusa[9]

- Apodos
  - "Jump-San"[1]
  - "HUSTLE Justice"[4]

## Campeonatos y logros
- Michinoku Pro Wrestling
  - MPW Tohoku Tag Team Championship (2 veces) - con Kagetora (1) y Kenbai (1)
  - Tetsujin Tournament (2006)
  - Fukumen World League Qualifying Tournament (2007)
  - Kowloon Strongest Tournament (2011)
  - Bar Mimosa Ki-Kohei Cup (2014)
  - Futaritabi Tag Team Tournament (2007) - con Kagetora

- Osaka Pro Wrestling
  - OPW Tag Team Championship (1 vez) - con Kagetora